# Othmar Ruby
Othmar Ruby (* 8. Juni 1951) ist ein ehemaliger österreichischer Motocross-Fahrer. 

## Leben
Othmar Ruby wurde mit 16 Jahren Werksfahrer für die Firma Puch in Graz. In den Jahren 1969 bis 1973 wurde Ruby vier Mal hintereinander Österreichischer Staatsmeister in der 125-cm³-Klasse im Motocross. Im Jahr 1973 konnte er sich für die Motocross-Weltmeisterschaft qualifizieren und erreichte dort den dritten Platz. Ende 1974 auf 1975 hat er Puch verlassen und hat ein Probejahr mit Honda zurückgelegt. Im 1976 nach längerer Überlegungszeit hat er sich für KTM entschieden und nochmals von Steyr bis Wolfsberg alle Rennen in der Klasse 125 gewonnen. Wurde aber durch anhaltende Defekte immer wieder aus den Rennen geworfen und konnte in diesem Jahr auch nicht Österreichischer Meister werden. Darauf entschloss sich Ruby Othmar seine Laufbahn als Motocrosser zu beenden. Nach seiner Profi-Karriere gewann er mehrere Amateurcups.
Ruby leitete eine Handelsfirma für Büroartikel in der Gemeinde Groß bei Hollabrunn. 
Nach seinem Rückzug aus dem Motorsport heiratete er Rosi Holzer, mit der er 1993 einen Sohn Marco bekam.